# Papa Inocêncio VII
Inocêncio VII (Sulmona, c. 1336 — Roma, 6 de novembro de 1406), nascido Cosimo de' Migliorati, foi o 204º Papa da Igreja Católica, entre 1404 e a data de sua morte. O seu pontificado foi disputado pelo Antipapa Benedito XIII, o seu rival de Avinhão durante o Grande Cisma do Ocidente.

## Biografia
Cosimo de' Migliorati nasceu numa família modesta da região de Abruzzi, em Itália. Embora a Enciclopédia Católica cite sua data de nascimento como 1339, o único documento contemporâneo que remete à sua idade diz que tinha 65 anos em 1404, chegando a um ano de nascimento de 1339, o registrado pela Encyclopædia Britannica. Enquanto jovem, distinguiu-se no estudo da lei canónica na Universidade de Pádua e chamou a atenção do seu mestre, Lignano, que o introduziu a Roma. O Papa Urbano VI trouxe-o para a Cúria Romana e encarregou-o da colecta de impostos da Igreja em Inglaterra. Após dez anos no estrangeiro, regressou a Roma e foi nomeado Bispo de Bolonha em 1386, e Arcebispo de Ravena em 1387.
O Papa Bonifácio IX elevou-o a cardeal-presbítero e encarregou-o de missões diplomáticas delicadas. Em 1404 foi eleito Papa por unanimidade num conclave a que atenderam apenas oito cardeais, escolhendo o nome de Inocêncio VII. A notícia da sua elevação ao papado foi recebida com motins em Roma, apenas debelados graças à intervenção do Rei Ladislau de Nápoles. Em troca Ladislau exigiu a promessa de Inocêncio de que os seus interesses em Nápoles seriam protegidos, qualquer fosse o desenlace do Cisma do Ocidente, e Ladislau prometeu não jurar lealdade ao Papado de Avinhão. O pontificado de Inocêncio VII foi marcado por convulsões sociais e oposição política. Quando morreu de repente em 6 de novembro de 1406, suspeitou-se de envenenamento, uma acusação nunca provada.[carece de fontes?]